# Cântico da Liberdade
O Cântico da Liberdade é o hino nacional de Cabo Verde. Tornou-se oficial em 1996, tendo a música composta por Adalberto Higino Tavares Silva e a letra escrita por Amílcar Spencer Lopes. Entre 1975 e 1996, o país utilizava o mesmo hino que a Guiné-Bissau, "Esta É a Nossa Pátria Bem Amada", escrito em 1963 por Amílcar Lopes Cabral, que lutou pela independência dos dois países.